# Сімхасена
Сімхасена — останній правитель саків з династії Західні Кшатрапи.